# Дървото на живота (сериал)
Вижте пояснителната страница за други значения на Дърво на живота.
„Дървото на живота“ е български исторически драматичен сериал на ТВ7. Изпълнителни продуценти са Евтим Милошев и Любо Нейков с новата си компания Dream Team Productions. „Дървото на живота“ се излъчва в праймтайма на ТВ7, като това е първият български исторически сериал в новата история на страната. В сериала участват някои от най-известните български актьори. Режисьор на сериала е Тодор Чапкънов, а отговорен оператор е Лоренцо Сенаторе.

## Сюжет
Сериалът е историческа семейна драма, чието действие стартира с обявяването на Независимостта през 1908 г. и завършва с атентата в църквата „Св. Крал“ през 1925 г. Действието проследява историята на многолюдно и заможно семейство на фона на ключови за българската история събития. В продукцията се заплитат много семейни войни и драми между членовете на семейството.

## Музика към филма (OST)
Филмовата музика (the original sound track) е създадена от българския композитор Георги Стрезов. В сериала звучат произведенията: „Главна тема“, „Тодор и Бела“, „Семеен разпад“, „Йордан и Азра“, „Любов“, „В таверната“.

## Епизоди
| Сезон | Сезон | Време на излъчване | ТВ Сезон      | Епизоди | Премиера             | Финал              | Времетраене               | ТВ канал |
| ----- | ----- | ------------------ | ------------- | ------- | -------------------- | ------------------ | ------------------------- | -------- |
|       | 1     | Неделя, 20:00      | 2013 (пролет) | 12      | 3 март 2013 г.       | 26 май 2013 г.     | 45 минути (без рекламите) | TV7      |
|       | 2     | Неделя, 21:00      | 2013 (есен)   | 12      | 22 септември 2013 г. | 8 декември 2013 г. | 70 минути (без рекламите) | TV7      |

На 22 май 2013 г. започват снимките по втория сезон на сериала. От 8 януари 2018 г. започва повторно излъчване на сериала по Нова ТВ всеки делник от 21:00 ч.
| Сезон | Сезон | Време на излъчване          | ТВ Сезон    | Епизоди | Начало            | Финал               | Времетраене               | ТВ канал |
| ----- | ----- | --------------------------- | ----------- | ------- | ----------------- | ------------------- | ------------------------- | -------- |
|       | 1     | Понеделник-Петък, 21:00     | 2018 (зима) | 12      | 8 януари 2018 г.  | 23 януари 2018 г.   | 45 минути (без рекламите) | Нова ТВ  |
|       | 2     | Понеделник-Четвъртък, 21:00 | 2018 (зима) | 18      | 24 януари 2018 г. | 22 февруари 2018 г. | 45 минути (без рекламите) | Нова ТВ  |

## Актьорски състав и герои
- Йосиф Сърчаджиев – Асен Вълчев
- Мария Каварджикова – Петруна Вълчева
- Владимир Карамазов – Пантелей (Панто) Вълчев
- Христо Шопов – Йордан Вълчев, офицер от българската армия и четник в Македония
- Башар Рахал – Христо Вълчев
- Моню Монев – Илия Вълчев
- Койна Русева – Бела Лозанчева, съпруга на Тодор
- Иван Стаменов – Тодор Лозанчев, родом от Охрид, съпруг на Бела, офицер от българската армия и четник в Македония
- Йосиф Шамли – ген. Александър Протогеров, войвода на ВМРО
- Луиза Григорова – Яна, прислужница на сем. Вълчеви, по-късно съпруга на Йордан
- Гергана Данданова – Цветана, прислужница на сем. Вълчеви, по-късно любовница на Личката
- Светлана Бонин – Съба, прислужница на сем. Вълчеви
- Явор Ралинов – Любен
- Анастасия Ингилизова – Евдокия Хаджиконстантинова
- Александра Лопес – Азра Алтън/Ана
- Теодора Духовникова – Божура
- Васил Банов – адвокат Каменов
- Христина Апостолова – Елена Каменова, тайно увлечена по Христо Вълчев
- Стоян Алексиев – Борис Хаджиконстантинов
- Велислав Павлов – Фатих Алтън, брат на Азра, предател на четата на Тодор и Йордан
- Васил Бинев – наследник на рода Вълчеви, разказващ семейната си история (глас зад кадър)[7]
- Калин Врачански – Франц Винербергер
- Стоян Радев – Личката
- Симеон Лютаков – капитан Жак Боало
- Валери Йорданов – Танчо Войвода
- Валентин Ганев –  Мехмед Алтън бей, баща на Азра и Фатих
- Валентин Танев – Фелдфебелът
- Боряна Братоева – Екатерина, племенница на Елена Каменова
- Георги Новаков – Полковника (сезон 1)
- Иван Налбантов – Кмета Балев
- Явор Милушев – Военен министър
- Явор Веселинов – Архитекта Грунин
- Християн Георгиев – Коста, прислужник на Хаджиконстантинови
- Бисер Маринов – Влаха
- Цветан Алексиев – Тодор Александров
- Веселин Ранков – Мръвков
- Любомир Петкашев – Докторът
- Евгени Будинов – Георги Димитров (сезон 2)
- Христофор Недков – Директор на банка (сезон 2)
- Китодар Тодоров – гинеколог на Божура (сезон 2)